# Tre Torri
Tre Torri – stacja  metra mediolańskiego linii M5. Znajduje się na obszarze CityLife w Mediolanie. Stacja zlokalizowana jest pomiędzy przystankami Domodossola i Portello. Otwarcie nastąpiło w 2015 roku.